# ТЕС Джизан (IGCC)
17°16′38″ пн. ш. 42°21′45″ сх. д. / 17.27722° пн. ш. 42.36250° сх. д.
ТЕС Джизан (IGCC) — теплова електростанція на південному заході Саудівської Аравії у індустріальній зоні Джизан.
Технологічний цикл ТЕС інтегрований із розташованим біч-о-біч нафтопереробним заводом, під час роботи якого продукується значна кількість важких залишків нафти. До комплексу електростанції входить установка газифікації, що здатна переробляти 90 тисяч барелів важких залишків на добу та щогодини продукувати 2,1 млн м3 синтез-газу. Очищений синтез-газ і є паливом для ТЕС.
В 2021 році на майданчику станції ввели в експлуатацію п’ять однотипних парогазових блоків потужністю по 750 МВт, у кожному з яких дві газові турбіни потужністю по 250 МВт живлять через відповідну кількість котлів-утилізаторів одну парову турбіну з показником 250 МВт.
Окрім виробництва електроенергії станція спроможна щогодини постачати нафтопереробному заводу 585 тон технологічної пари та 184 тис м3 водню (останній отримують під час продукування синтез-газу).
До комплексу станції також входить 8 ліній з опріснення води, які використовують технологію зворотного осмосу та мають загальну продуктивність 80 тис м3 на добу. При цьому 67  тис м3 отримують із морської води, а 13 тис м3 за рахунок роботи зі стоками.
Для охолодження використовується морська вода.
Видача електроенергії відбувається по ЛЕП, що працюють під напругою 380 кВ, 230 кВ та 132 кВ.
Проект реалізували власник НПЗ Saudi Aramco (20%), всесвітньо відомий виробник промислових газів Air Products (46%), саудійська ACWA Power (25%) та Air Products Qudra (9%, спільне підприємство Air Products та ACWA Power).